# Estación de Cantillana
Cantillana es un apeadero situado en el municipio español de Cantillana en la provincia de Sevilla, comunidad autónoma de Andalucía. Forma parte de las líneas C-1 y C-3 de la red de Cercanías Sevilla.

## Situación ferroviaria
Las instalaciones se encuentran situadas en el punto kilométrico 543,4 de la línea férrea de ancho ibérico Alcázar de San Juan-Cádiz, a 32 metros de altitud sobre el nivel del mar.

## Historia
El apeadero fue abierto al tráfico el 2 de junio de 1859 con la puesta en marcha del tramo Lora del Río-Sevilla de la línea que pretendía unir Sevilla con Córdoba. Las obras y la explotación inicial de la concesión corrieron a cargo de la Compañía del Ferrocarril de Sevilla a Córdoba que se constituyó a tal efecto. En 1875, MZA compró la compañía para unir la presente línea al trazado Madrid-Córdoba logrando unir así Madrid con Sevilla. En 1941 la nacionalización de ferrocarril en España supuso la integración de esta última en la recién creada RENFE.
Desde el 31 de diciembre de 2004 Renfe Operadora explota la línea mientras que Adif es la titular de las instalaciones ferroviarias.

## El apeadero
Es una de las pocas paradas de la red de cercanías Sevilla que no posee un paso subterráneo o elevado para cruzar las vías. En concreto es necesario cruzar las vías 1 y 2 para el andén de la vía 2, de procedencia Santa Justa, Utrera o Lebrija destino Lora del Río y Cazalla-Constantina. El ayuntamiento de Cantillana ha exigido a Adif la resolución del problema para evitar accidentes al pasar trenes de media distancia, largo recorrido y mercancías a velocidades muy altas.

## Servicios ferroviarios

### Cercanías
La estación está integrada dentro de las líneas C-1 y C-3 de la red de Cercanías Sevilla operada por Renfe.
| procedencia/destino | < estación  | Línea | estación > | destino/procedencia |
| ------------------- | ----------- | ----- | ---------- | ------------------- |
| Lora del Río        | Los Rosales |       | Brenes     | UtreraLebrija       |
| Cazalla-Constantina | Los Rosales |       | Brenes     | Sevilla-Santa Justa |